# Diachrysia aurea
Diachrysia aurea là một loài bướm đêm trong họ Noctuidae.